# Captain America (Motorrad)

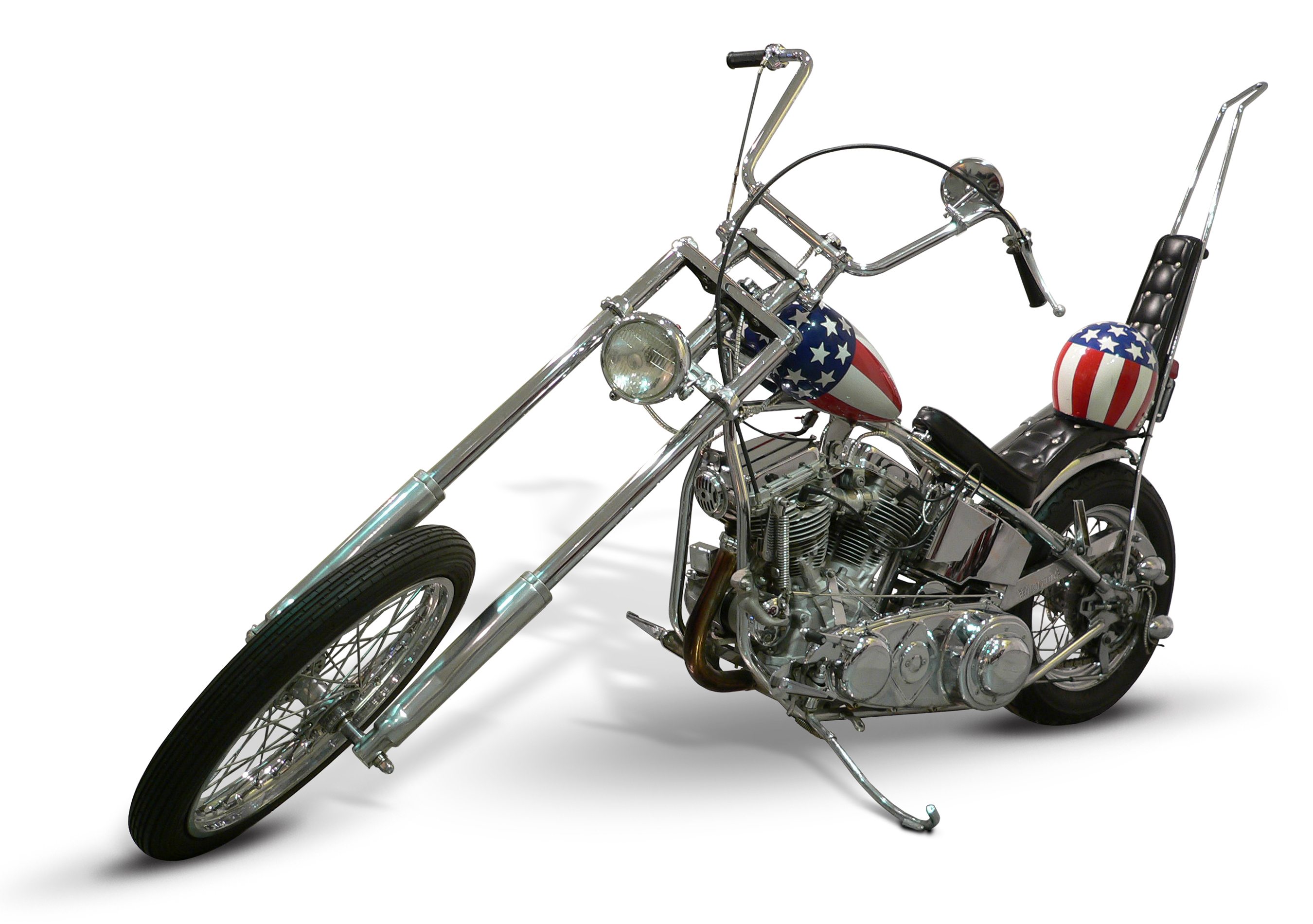
Captain America (Nachbau im Deutschen Zweirad- und NSU-Museum)

Mit Captain America (auch Harley-Davidson Easy Rider Chopper) wird das legendäre Motorrad im Film Easy Rider (1969) von Wyatt (Peter Fonda) bezeichnet. Das Motorrad wurde zu einer Ikone des American Way of Life, und ist mit einem Verkaufswert von über einer Million Euro das teuerste Motorrad der Welt.

## Geschichte und Technik

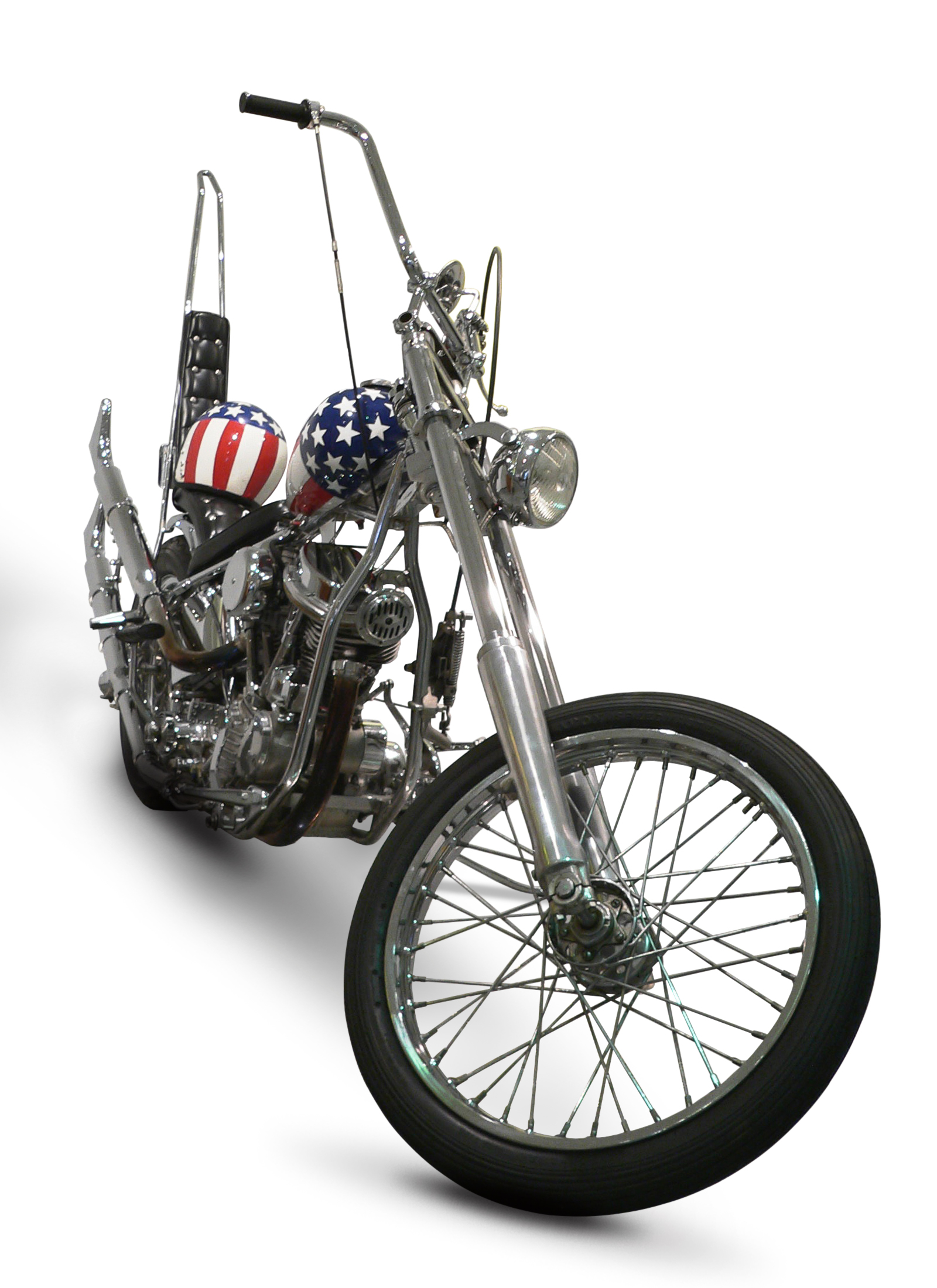
Captain America, Harley Davidson Chopper

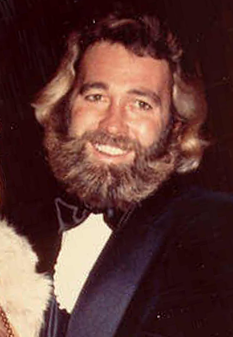
Dan Haggerty

In der Vorbereitungsphase zum Film Easy Rider ersteigerte Peter Fonda gebrauchte Harley-Davidson-Motorräder des Los Angeles Police Department. Dem Regisseur Dennis Hopper zufolge war Harley-Davidson nicht vom Filmvorhaben begeistert und stellte daher keine Filmmotorräder zur Verfügung. Die ersteigerten Motorräder (angeblich für 500 US-Dollar je Stück) waren ausgemusterte 1962er FL-Panhead mit 1207 cm³ Hubraum (Bohrung 87,3 mm Hub 100,8 mm) und einer Leistung von 60 PS bei 5.000 min−1. Peter Fonda ließ die Motorräder nach seinen Vorstellungen über den Mittelsmann Cliff Vaughs von Benjamin F. Hardy umbauen. Dazu verwendete Hardy herkömmliche Harley-Davidson-Starrrahmen, bei denen der Lenkkopf abgetrennt und neu positioniert wurde. Mit einer um 30 cm verlängerten Teleskopgabel, mit einem Lenkkopfwinkel von 45 Grad, einem schmalen 21-Zoll-Vorderrad ohne Bremse und 16-Zoll-Reifen hinten wurde die Captain America zur „Mutter aller Chopper“. Sie war mit einem 13-Zoll-Apehanger-Lenker, Sissybar und Fischschwanzauspuffanlage ausgestattet. Vor allem wurde jedoch der Motor umfangreich verchromt und der Tank in den Farben und mit dem Muster der amerikanischen Nationalflagge lackiert.

## Zwei Originale und viele Kopien
Zwei Exemplare der Captain America wurden für die Filmaufnahmen hergestellt, ein Modell für die Fahraufnahmen und ein Modell für Großaufnahmen. Ein Exemplar wurde laut Drehbuch bei den Filmaufnahmen – die Schlusssequenz wurde von Stuntman Tex Hall gefahren – zerstört. Das zweite Exemplar wurde von Fonda aufbewahrt und noch vor Abschluss der Dreharbeiten aus der Garage gestohlen; dieses Motorrad wurde nie gefunden. Die Polizei sowie Fonda vermuten, dass das Motorrad zerlegt und in Einzelteilen verkauft wurde. Die Überreste des schwer beschädigten ersten Exemplars wurden an den am Set mit einer Nebenrolle beteiligten Schauspieler Dan Haggerty übergeben, der die Maschine restaurierte und 1996 für 63.500 US-Dollar mit Echtheitszertifikat an Gordon Granger verkaufte. Haggerty bestätigte die Echtheit nochmals 2005 – widerrief sie 2014 jedoch wieder.
Haggerty stellte ein weiteres Exemplar her und verkaufte 2002 diese Captain America an John Parham, ebenfalls mit seinem Echtheitszertifikat (und Autogramm von Peter Fonda auf dem Tank). Dieses Motorrad war im National Motorcycle Museum in Anamosa (Iowa) ausgestellt und ging 2014 in den Besitz von Michael Eisenberg über, der die Versteigerung beim Auktionshaus Profiles in History, das auf Hollywood-Requisiten spezialisiert ist, veranlasste. Am 18. Oktober 2014 wurde dieses Motorrad als „die eine und einzig authentische Captain America“ für 1,35 Millionen US-Dollar (über 1 Million Euro) an einen unbekannten Bieter versteigert. Dies war die höchste Summe, die bislang für ein Motorrad erzielt wurde.
1993 wurde von Glenn Bator und Jerry Sewell anhand von Fotos, Filmsequenzen und Interviews die Captain America für Otis Chandler reproduziert. Peter Fonda erklärte diese Kopie für authentisch. Diese Otis-Chandler-Kopie wurde im Mai 2011 bei Bonhams für 42.000 Euro versteigert. Unbekannt ist, wie viele weitere Kopien von Captain America entstanden sind.

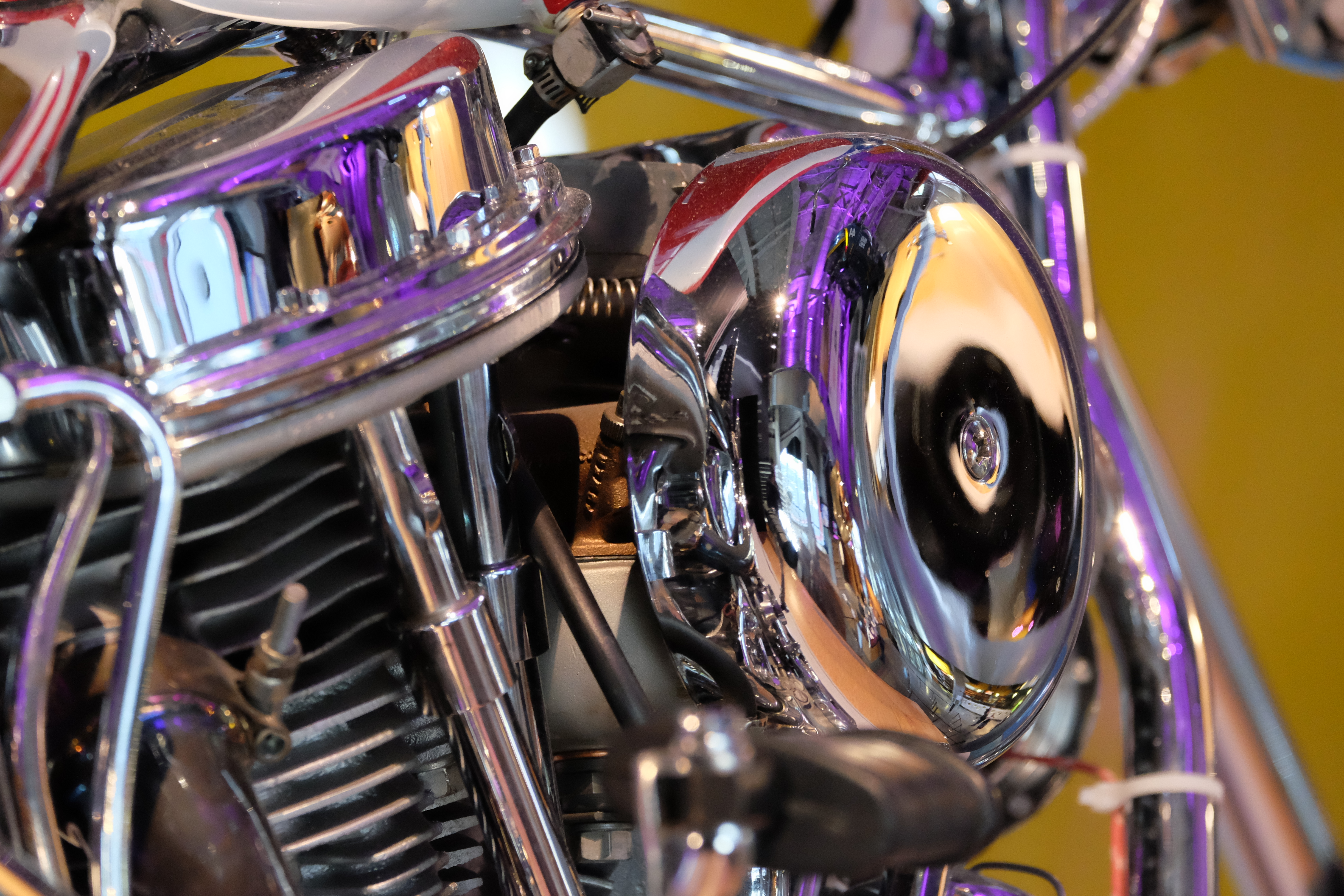
Die damals gebräuchlichen Panhead-Zylinderköpfe
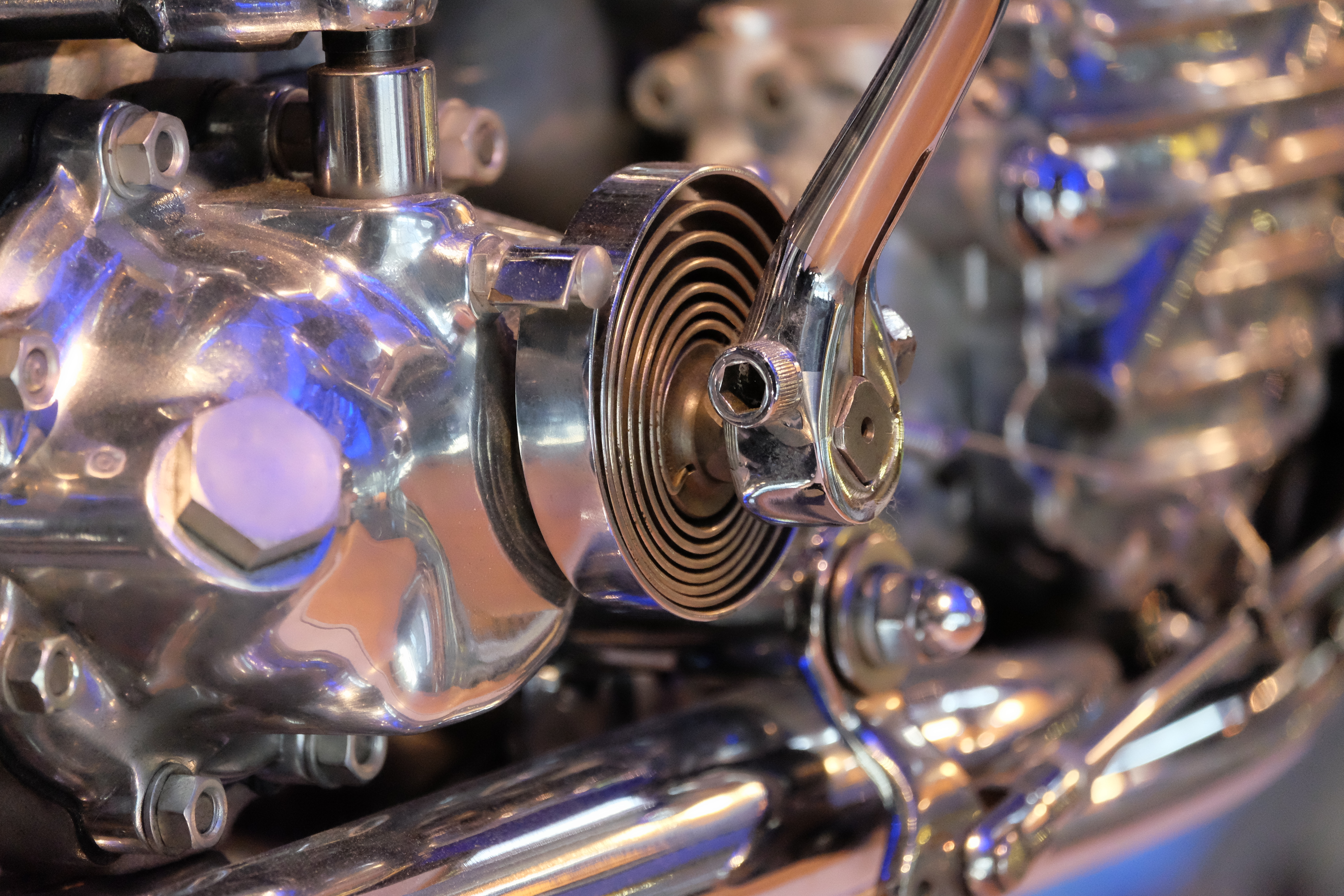
Der Kickstarter mit der Rückwurffeder
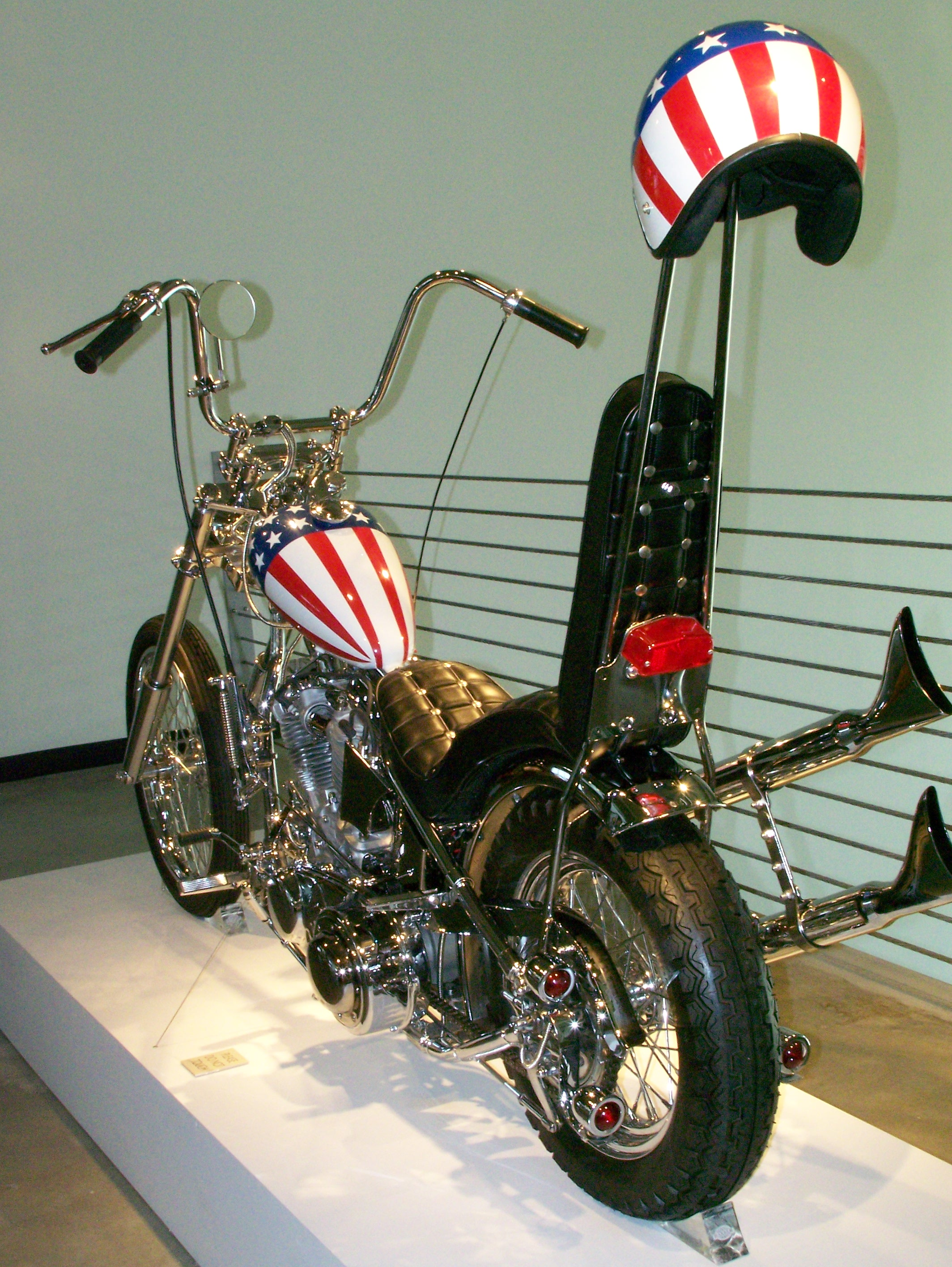
Die beiden markanten Fishtail-Endtöpfe
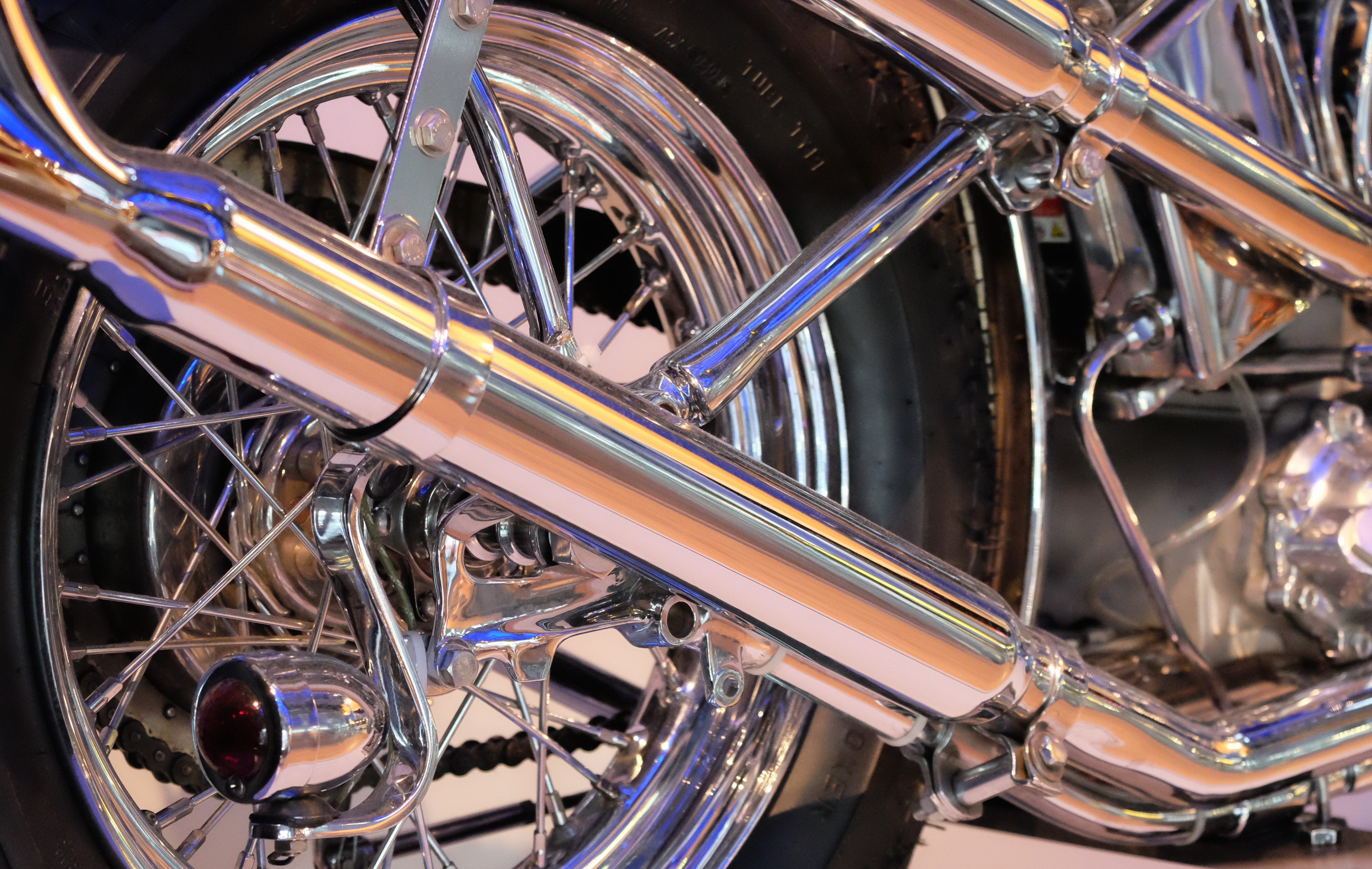
Der starre, komplett ungefederte Hinterbau
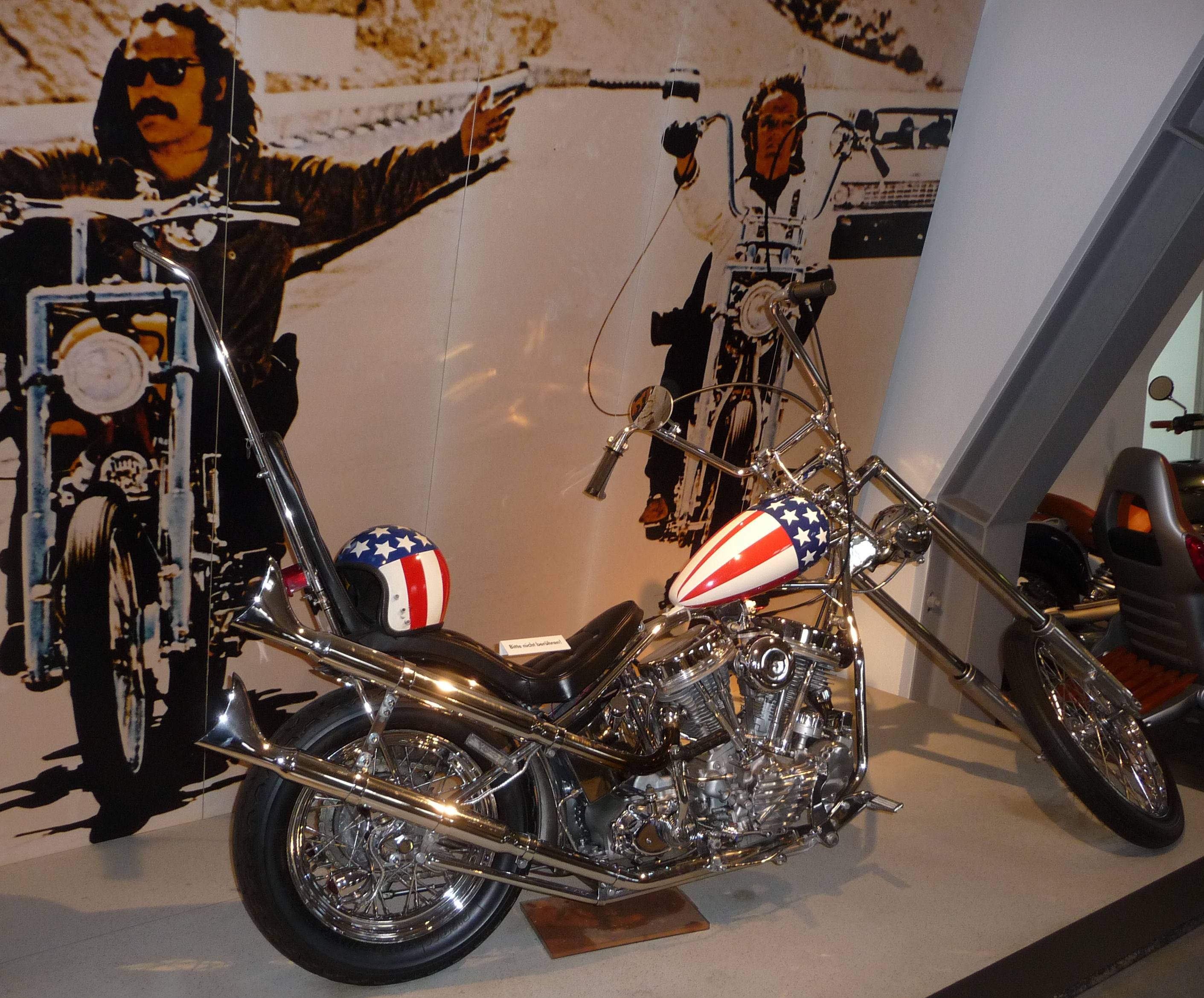
Das Ausstellungsstück im Deutschen Zweirad- und NSU-Museum

## Kleinserie und Kits

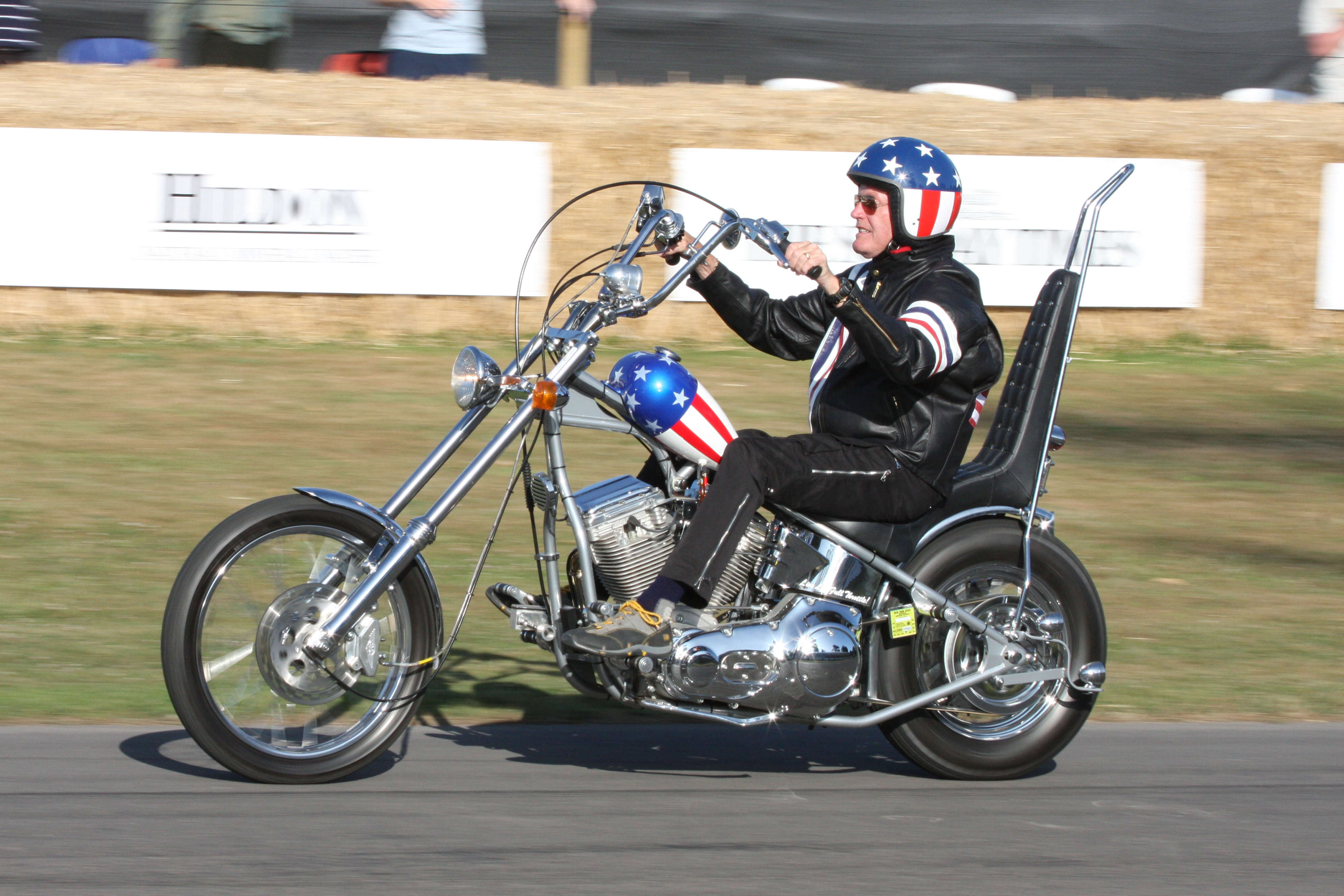
Peter Fonda auf CMC-Captain America (2009)

Von 1998 bis 1999 stellte die California Motorcycle Company in Gilroy (Kalifornien), im Auftrag von Peter Fonda und der Fonda-White Productions, das Modell „Easy Rider Captain America Chopper“ in einer limitierten Kleinserie her. Ursprünglich sollten 750 Exemplare gebaut werden, Schätzungen gehen von weit weniger verkauften Motorrädern aus. Angetrieben wurde der CMC-Chopper von einem S&S-V2-Motor mit 1.442 cm³ Hubraum und 75 PS Leistung. Für die Straßenzulassung war das Gefährt – im Gegensatz und damit weit entfernt vom Original – mit Tachometer, vorderem Schutzblech, Scheibenbremse vorne und hinten (statt Trommelbremse) sowie Zahnriemenantrieb (statt Kette) ausgestattet. Jedes Motorrad wurde mit einem Echtheitszertifikat, eingravierter Herstellungsnummer und einem von Peter Fonda signierten Helm ausgeliefert.
Ebenfalls eine Kleinserie (50 Exemplare) legten die Panzer Motorcycle Works aus Cañon City in den 2000er Jahren von Captain America auf. Als Antrieb der Replica diente ebenfalls ein S&S-V2-Motor.
Als Kit oder Komplettversion wird die Captain America heute noch von verschiedenen Herstellern angeboten.

## Nachwirkungen
Der Film Easy Rider steigerte weltweit den Absatz der Motorräder von Harley-Davidson, deren Verkaufszahlen 1968 an einem absoluten Tiefpunkt angelangt waren. 1971 wurde mit dem Modell FX, einem Cruiser mit hochgezogenem Lenker, das neue Image der Firma eingeläutet. Die Werbung wurde dahingehend geändert, dass Harley-Davidson nun „Great American Freedom Machines“ verkaufte.

„Easy Rider traf voll auf die Zwölf, mit ihm verließ die Biker-Subkultur endgültig die Grenzen Kaliforniens.“